# María Jurado
María Jurado (Alacant, 11 de juny de 1975) és una actriu i model espanyola, probablement més coneguda pel seu paper d'Isabel a Al salir de clase.  Ha treballat en unes 20 pel·lícules, amb directors com Gabriele Salvatores, Abel Ferrara o Michel Gondry. Ha interpretat en castellà, francès, anglès i italià.

## Vida personal
Nascuda a Alacant, en el si d'una família propietària de diverses empreses entre les quals destacava els cafès Jurado.
Va sortir de bellesa de la foguera Plaça de Santa Maria el 1996. En l'elecció de la bellea del foc, celebrada el mateix any, no va resultar ser la triada com a màxima representant festera, va sortir de dama del foc. Al no complir amb el seu objectiu, que era el d'utilitzar aquest càrrec per a promocionar-se com a model i actriu, no va exercir les seves funcions i va continuar amb la seva vida a Madrid, encara que no va ser destituïda com a dama del foc.
Ja a Madrid i trencada definitivament la seva vinculació amb la seva ciutat natal, decideix abandonar la carrera d'econòmiques i centrar-se en ser actriu, per la qual cosa comença amb un petit paper en la famosa sèrie Al salir de clase.
En 2003, es rumorejava que Jurado estava sortint amb Andrea Casiraghi, el fill gran de Carolina de Mònaco.
Dirigeix, escriu i produeix un curtmetratge "Del Retiro a Sol" projectat a Festivals de cinema d'àmbit espanyol i internacional.
Si carrera com a actriu es va desenvolupar, a partir de llavors, al cinema europeu, sobretot en França e Itàlia.
També coneguda com Suniti. Es forma com a Mestra de Reiki Unitari (Usui, Shamballa, karuna) i Meditacions, donant sessions privades així com formant a mestres i iniciant a grups a Madrid, Alacant, Barcelona i Sofia (Bulgària).

## Filmografia
| Títol                                  | Any  | Tipus                  | Paper            | Notes                      |
| -------------------------------------- | ---- | ---------------------- | ---------------- | -------------------------- |
| Generación DF                          | 2009 | Sèrie de televisió     | Mireia           |                            |
| El pasado es una tierra extranjera     | 2008 | Pel·lícula             | Angelica         |                            |
| The Last International Playboy         | 2008 | Pel·lícula             | Adriana          | També conegut com Frost    |
| Soltero por un día, ¡ahora o nunca!    | 2007 | Pel·lícula             | Fantasma         |                            |
| Go Go Tales                            | 2007 | Pel·lícula             | Goldie           |                            |
| L'Âge d'homme... maintenant ou jamais! | 2006 | Pel·lícula             | Fille fantasme   |                            |
| El avión                               | 2005 | Pel·lícula             | Marieta          |                            |
| Cavalcade                              | 2005 | Pel·lícula             | Silvia           |                            |
| People                                 | 2004 | Pel·lícula             | Atlantique       |                            |
| Bloody Mallory                         | 2002 | Pel·lícula             | La enfermera     |                            |
| Peor posible, ¿qué puede fallar?       | 2002 | Pel·lícula             | Paper desconegut |                            |
| Amnesia                                | 2002 | Pel·lícula             | Alicia           |                            |
| Carne de gallina                       | 2002 | Pel·lícula             | Jeni             |                            |
| El fruto del tedio                     | 2001 | Curtmetratge           | Chica            |                            |
| Me da igual                            | 2000 | Pel·lícula             | Marta            |                            |
| Tierra del Fuego                       | 2000 | Pel·lícula             | Paper desconegut | Dirigida por Miguel Littín |
| Raquel busca su sitio                  | 2000 | Sèrie de televisió     | Paper desconegut | Paper episòdic             |
| El corazón del guerrero                | 2000 | Pel·lícula             | Paper desconegut |                            |
| Camino de Santiago                     | 1999 | Minisèrie de televisió | Pelegrina        |                            |
| Al salir de clase                      | 1999 | Sèrie de televisió     | Isabel           |                            |
| Manos a la obra                        | 1999 | Sèrie de televisió     | Vanessa          | Papel episòdic             |
| Spanish Fly                            | 1998 | Pel·lícula             | La mare de Zoe   |                            |
| Memorias del ángel caído               | 1998 | Pel·lícula             | Paper desconegut |                            |
| Airbag                                 | 1997 | Pel·lícula             | Paper desconegut |                            |